# 플라토주 (토고)

플라토주

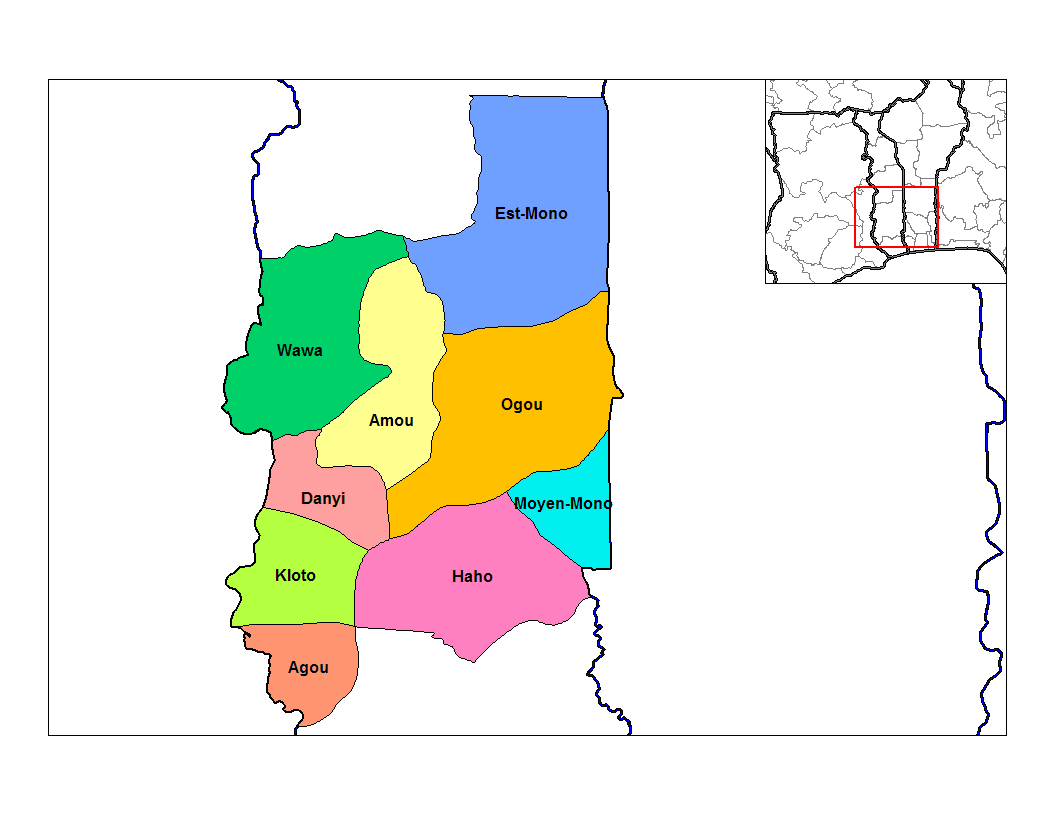
플라토주의 현

플라토주(프랑스어: La Région des plateaux)는 토고의 주로, 주도는 아타크파메이며 인구는 1,425,199명(2005년 기준), 면적은 16,975km2, 인구밀도는 33.09명/km2이다. 9개 현(아구현, 아무현, 다니현, 에스트모노현, 아오현, 클로토현, 모옌모노현, 오구현, 와와현)을 관할하며 남쪽으로는 마리팀주, 북쪽으로는 중앙주와 인접해 있고 서쪽으로는 가나, 북동쪽과 남동쪽으로는 베냉과 국경을 맞대고 있다.

## 같이 보기
- 토고의 행정 구역